# Arthas - L'ascesa del Re dei Lich
Arthas - L'ascesa del re dei Lich (Arthas: Rise of the Lich King) è un romanzo fantasy di Christie Golden edito nel maggio 2009, ambientato nell'universo di Warcraft creato da Blizzard Entertainment.

## Trama
La storia spazia lungo un periodo di tempo piuttosto ampio, e narra la vita del principe di Lordaeron Arthas Menethil, e di come giunge a diventare il Re dei Lich: sono inclusi eventi già raccontati nei romanzi La discesa delle tenebre, Oltre il Portale Oscuro e Day of the Dragon e nei videogiochi Reign of Chaos, The Frozen Throne e Wrath of the Lich King.
Comincia con Arthas all'età di dieci anni, con l'arrivo a Lordaeron dei profughi di Stormwind della Prima Guerra: Arthas, decisamente più debole nel combattimento del principe Varian, viene addestrato da Muradin Bronzebeard. Più tardi, finita la Seconda Guerra, assiste alla decisione di suo padre di dare in sposa sua sorella Calia a lord Daval Prestor, contro la volontà della diretta interessata.
Il romanzo descrive anche il triangolo sentimentale che coinvolge Arthas, Jaina Proudmoore e il principe alto elfo Kael'thas Sunstrider, la visita di Arthas a Durnholde Keep e a Quel'Thalas, e la sua entrata nell'ordine dei paladini della Mano Argentata. L'inizio della Terza Guerra e gli orrori del Flagello dei non morti danno il via alla discesa di Arthas nella follia, che ha la sua acme nello sterminio di Stratholme - dove viene abbandonato sia da Jaina che da Uther - e nell'ossessiva ricerca di Mal'Ganis a Northrend. Qui s'impossessa della spada runica Frostmourne, causando l'apparente morte di Muradin, sconfigge Mal'Ganis e, postosi alla testa delle armate del Flagello come campione del Re dei Lich, ritorna a Lordaeron e mette a ferro e fuoco il regno, uccidendo il suo stesso padre.
La storia procede con il sacco di Quel'Thalas e Dalaran, nei quali trovano la morte Antonidas, re Anasterian Sunstrider e Sylvanas Windrunner, che verrà mutata in banshee al servizio di Arthas, e con lo sterminio dei paladini della Mano Argentata, compreso Uther. Viene narrato il quasi riuscito attentato da parte di Sylvanas e la guerra civile nelle Terre Infette, la fusione con il Re dei Lich e la sua prevalenza sullo spirito di Ner'zhul, oltre a diversi altri aneddoti.

## Personaggi

### Protagonisti
- Arthas Menethil
- Jaina Proudmoore
- Kel'Thuzad
- Sylvanas Windrunner

### Personaggi secondari
- Aedelas Blackmoore
- Aegwynn
- Antonidas
- Anub'arak
- Calia Menethil
- Falric
- Invincibile
- Kael'thas Sunstrider
- Lianne Menethil
- Mal'Ganis
- Marwyn
- Matthias Lehner
- Muradin Bronzebeard
- Ner'zhul
- Taretha Foxton
- Terenas Menethil II
- Uther the Lightbringer